# 1879

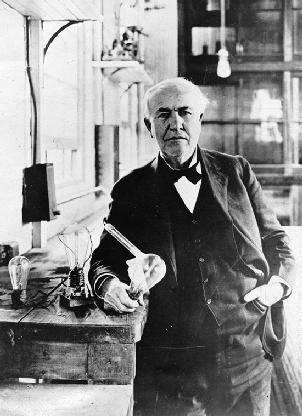
Edison met enkele van zijn gloeilampen (circa 1918)

Het jaar 1879 is het 79e jaar in de 19e eeuw volgens de christelijke jaartelling.

## Gebeurtenissen
januari
- 2 - In Mechelen gaat het Lemmensinstituut van start: de interdiocesane hogere opleiding in de kerkmuziek.
- 19 - Abraham Kuyper en anderen stichten de Unie Een School met de Bijbel om het gereformeerd onderwijs te overkoepelen.
- 22 - In de slag bij Isandlwana wordt een Brits leger door de Zoeloes vernietigd.
- 22 en 23 - Een handvol Britse soldaten van 139 man houdt in de Slag bij Rorke's Drift stand, tegenover een Zoeloestrijdmacht van 4.000 à 5.000 krijgers. Er sneuvelen 15 Britse soldaten en meer dan 370 Zoeloes.

februari
- 3 - Joseph Swan demonstreert de eerste gloeilamp.
- 14 - Chili overvalt en verovert de Boliviaanse havenstad Antofagasta. Daarmee begint de Salpeteroorlog.
- februari - Groot-Brittannië stuurt een expeditieleger naar Zoeloeland.

maart
- 3 - Het Paviljoen van Tervuren brandt af.
- 31 - De Badense priester Johann Martin Schleyer ontwerpt de basis van de internationale kunsttaal Volapük.
- maart - De rivier de Tisza overstroomt, waardoor de Hongaarse stad Szeged grotendeels wordt verwoest.

april
- 12 - De zeeslag bij Chipana vindt plaats tijdens de Salpeteroorlog tussen Peru en Chili. Het treffen duurt twee uur en vindt plaats voor de Boliviaanse kust bij Huanillos.
- 22 - In Nederland wordt bij wet bepaald dat elke tien jaar een volkstelling zal worden gehouden.
- 29 - De Utrechtse (paarden)tram rijdt voor het eerst.

mei
- 14 - De Rotterdamse havenbaron Lodewijk Pincoffs vlucht naar Engeland wegens een onvermijdelijk faillissement.
- 26 - In een vredesverdrag stemt Afghanistan toe in de komst van een Britse legatie, die een beslissende stem zal krijgen in de buitenlandse politiek van het land.

juni
- 11 - De Nederlandse kroonprins Willem sterft aan longontsteking. Zijn broer Alexander volgt hem op als kroonprins.
- 15 - Opening van de Spoorlijn Arnhem - Nijmegen met twee grote spoorbruggen: die over de Nederrijn en de Spoorbrug Nijmegen over de Waal

juli
- 4 - Einde van de Zoeloe-oorlog.
- juli - De liberale regering van België onder Walthère Frère-Orban krijgt parlementaire goedkeuring voor neutraal officieel onderwijs. Dit leidt tot een breuk met het Vaticaan en in eigen land een schoolstrijd.

augustus
- 20 - Beëdiging van het kabinet-Van Lynden van Sandenburg in Nederland.

september
- 3 - In Kaboel wordt de Britse legatie aangevallen en uitgemoord.
- 5 - In Haarlem wordt de eerste voetbalclub van Nederland opgericht, door de 14-jarige Pim Mulier. Hij noemt de club HFC, de Haarlemsche Football Club.

oktober
- 7 - Otto von Bismarck sluit een geheim militair verdrag met Oostenrijk-Hongarije: de Tweebond.
- 22 - Edison patenteert zijn gloeilamp. Hij sticht het bedrijf Edison General Electric.

december
- 13 - Op de Keizersgracht in Amsterdam wordt een wedstrijd schoonrijden gehouden, de oudst bekende wedstrijd in deze vorm van schaatsen.
- 27 - In Engeland wordt het eerste nummer gedrukt van de Strijdkreet, het orgaan van het Leger des Heils.
- 28 - Ramp met de Tay Bridge: tijdens een zware storm bezwijkt de Tay Bridge in Dundee als daar een trein overheen rijdt. Er zijn negentig doden te betreuren.

zonder datum
- Somerville College wordt geopend, waardoor vrouwen kunnen studeren aan de Universiteit van Oxford.
- Eerste Indian Boarding School wordt opgericht in Pennsylvania. In deze kostschool worden 139 Sioux-kinderen losgemaakt van hun cultuur en opgevoed tot "Amerikanen".
- Wilhelm Wundt sticht het eerste psychologisch laboratorium op. Hierdoor was psychologie als wetenschap een feit.
- Begin van de Salpeteroorlog tussen Peru en Bolivia tegen Chili (beëindigd in 1884).
- De Belgische telegraafdiensten installeren een telefoonlijn in het parlement en verscheidene privéondernemers dienen een aanvraag in voor de exploitatie van telefoonnetwerken in verschillende Belgische steden.

## Muziek
- Franz Liszt voltooit in Boedapest zijn Via Crucis, een compositie waaraan hij in 1878 in Rome was begonnen
- Giacomo Puccini componeert de wals Prime fantasie
- In München wordt de première opgevoerd van de opera Die Fornarina van Carl Zeller
- 30 december: eerste opvoering van The Pirates of Penzance van Arthur Sullivan

## Beeldende kunst

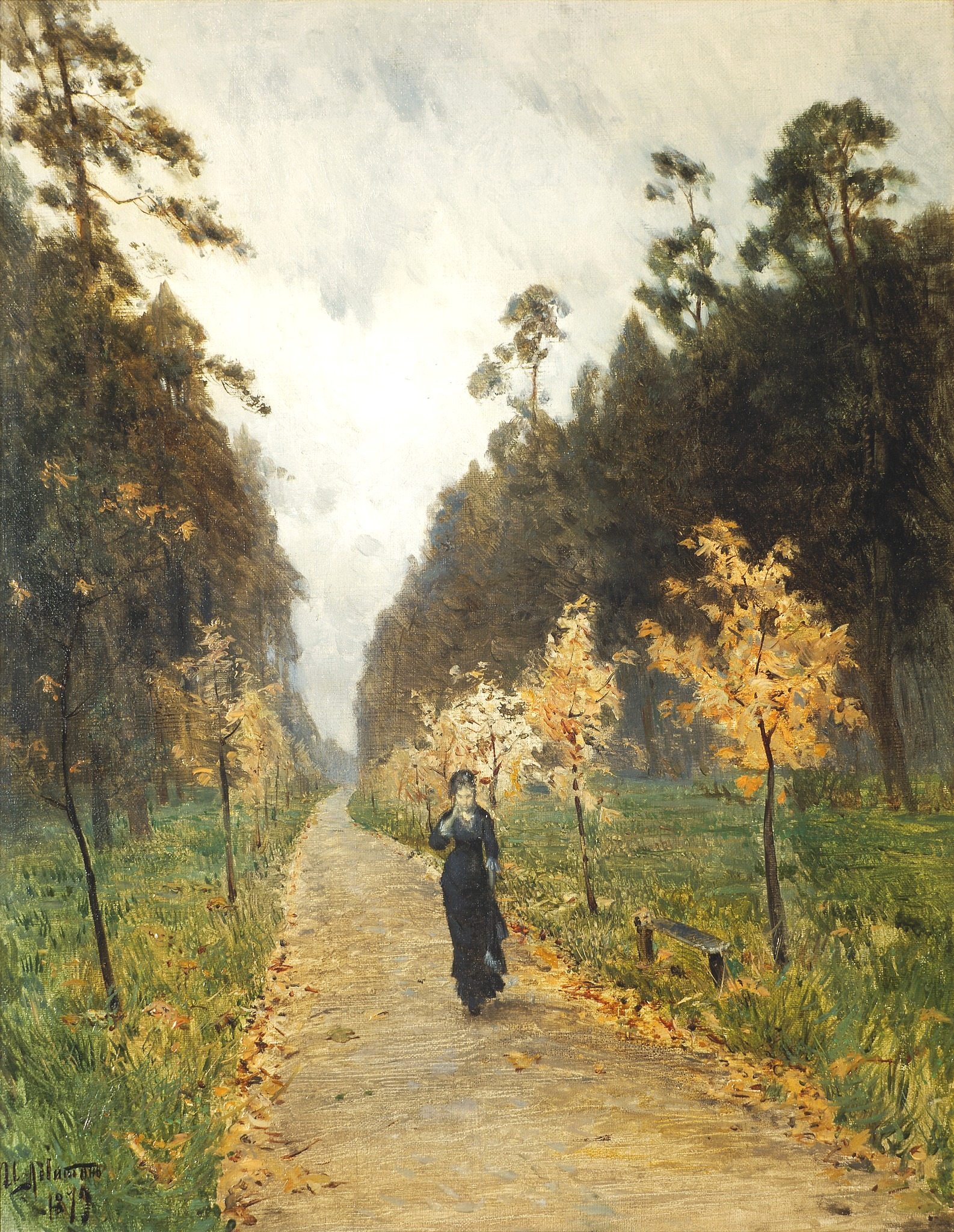
Herfstdag in Sokolniki (1879) Isaak Levitan

## Bouwkunst

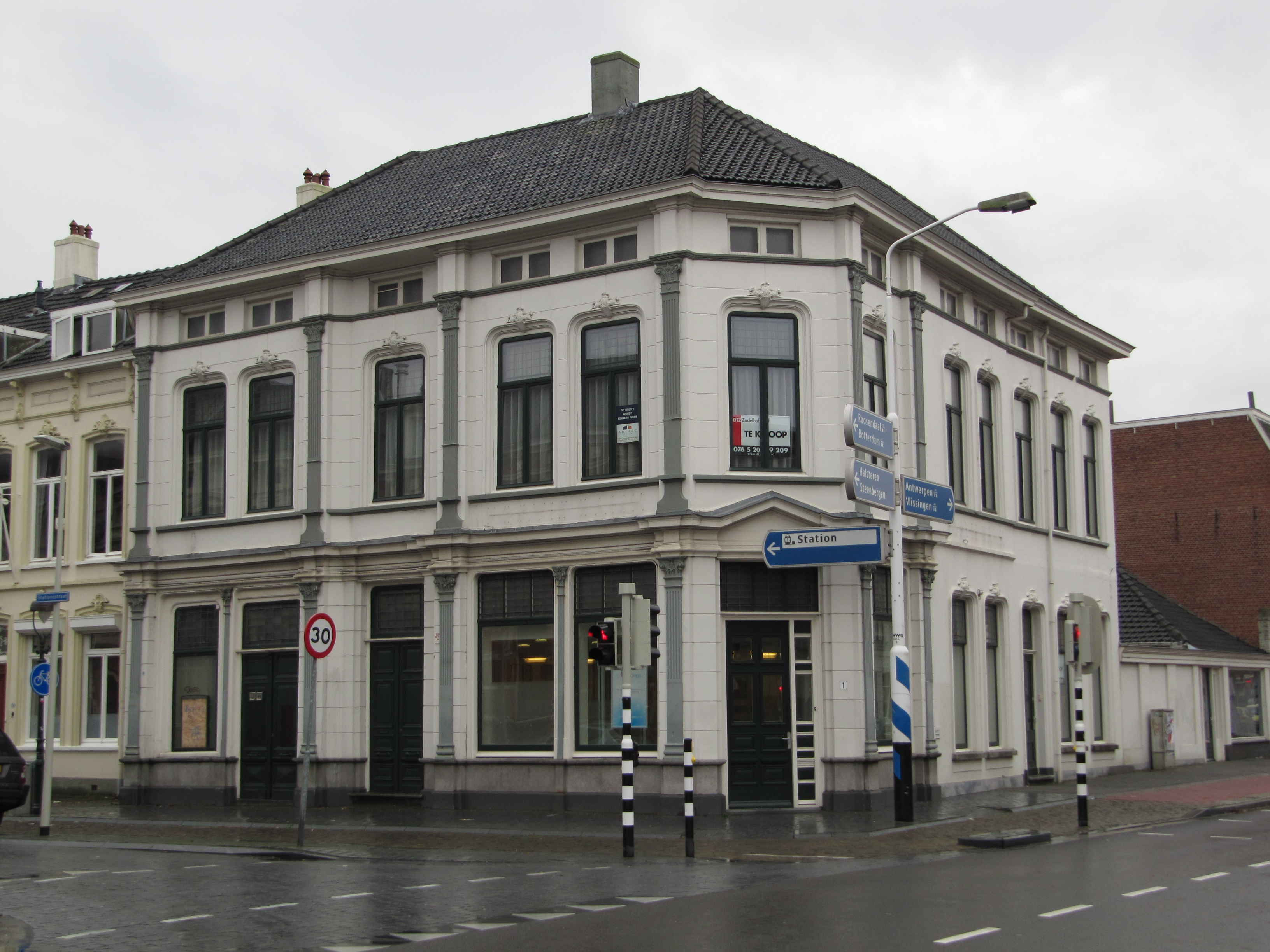
Woonhuis, Bergen op Zoom (1879) C.P. van Genk

## Geboren

### januari
- 1 - E.M. Forster, Engels schrijver (overleden 1970)
- 1 - William Fox, Amerikaans ondernemer (overleden 1952)
- 2 - Rudolf Bauer, Hongaars atleet (overleden 1932)
- 2 - Pieter Tesch, Nederlands geoloog (overleden 1961)
- 4 - Piet Dickentman, Nederlands wielrenner (overleden 1950)
- 12 - Florence Dugdale, Engels kinderboekenschrijfster (overleden 1937)
- 18 - Henri Giraud, Frans generaal (overleden 1949)
- 19 - Marie Koenen, Nederlands schrijfster (overleden 1959)

### februari
- 1 - Mary Blathwayt, Brits feministe en suffragette (overleden 1961)
- 24 - Herman Teirlinck, Vlaams schrijver en dichter (overleden 1967)
- 26 - Frank Bridge, Engels componist (overleden 1941)
- 26 - Frank Greer, Amerikaans roeier (overleden 1943)

### maart
- 1 - Aleksandar Stambolijski, Bulgaars politicus (overleden 1923)
- 4 - Josip Murn, Sloveens dichter (overleden 1901)
- 5 - William Beveridge, Brits econoom (overleden 1963)
- 9 - Agnes Miegel, Duits dichteres en schrijfster (overleden 1964)
- 10 - Samuel Jones, Amerikaans atleet (overleden 1954)
- 12 - Charles Delestraint, Frans luitenant-generaal en verzetsstrijder in de Tweede Wereldoorlog (overleden 1945)
- 14 - Albert Einstein, Duits natuurkundige (overleden 1955)
- 15 - Gerrit Jan Heering, Nederlands theoloog, predikant en vredesactivist (overleden 1955)
- 16 - André Idserda, Nederlands kunstschilder (overleden 1952)
- 26 - Viggo Brodersen, Deens componist/organist (overleden 1965)
- 30 - Coen de Koning, Nederlands schaatser, winnaar van de tweede en derde Elfstedentocht (1912 en 1917) (overleden 1954)

### april
- 2 - Alexander Moisi, Albanees acteur (overleden 1935)
- 2 - Jan Ploeger, Nederlands worstelaar, gymnastiekleraar, trainer en sportbestuurder (overleden 1956)
- 26 - Owen Willans Richardson, Engels natuurkundige en Nobelprijswinnaar (overleden 1959)
- 28 - Theda Mansholt, Nederlands pedagoge (overleden 1956)

### mei
- 5 - Leonid Mandelstam, Russisch natuurkundige (overleden 1944)
- 6 - Hendrik van Heuckelum, Nederlands voetballer en winnaar bronzen olympische medaille (overleden 1929)
- 19 - Nancy Astor, Brits politica en feministe (overleden 1964)
- 27 - Karl Bühler, Duits psycholoog (overleden 1963)
- 28 - Henri-Pierre Roché, Frans schrijver (overleden 1959)
- 30 - Vanessa Bell, Engels kunstschilderes en binnenhuisarchitecte (overleden 1961)

### juni
- 3 - Vivian Woodward, Engels voetballer (overleden 1954)
- 5 - René Pottier, Frans wielrenner, winnaar van de Tour de France van 1906 (overleden 1907)
- 7 - Joan Voûte, Nederlands astronoom (overleden 1963)
- 9 - Oskar Back, Hongaars-Nederlands violist en vioolleraar (overleden 1963)
- 13 - Johannes Geelkerken, Nederlands predikant en theoloog (overleden 1960)
- 16 - Theo Thijssen, Nederlands schrijver (overleden 1943)
- 19 - Rein Boomsma, Nederlands voetballer en verzetsstrijder (overleden 1943)
- 20 - Vladko Maček, Kroatisch politicus (overleden 1964)
- 28 - Adriaan Hendrik Sirks, Nederlands militair en politiefunctionaris (overleden 1941)
- 29 - Edna Clarke Hall, Brits dichteres en kunstenares (overleden 1979)

### juli
- 1 - Jake Atz, Amerikaans honkballer (overleden 1945)
- 5 - Dwight Filley Davis, Amerikaans tennisspeler en politicus (overleden 1945)
- 5 - Wanda Landowska, Pools klaveciniste (overleden 1959)
- 9 - Ottorino Respighi, Italiaans componist (overleden 1936)

### augustus
- 7 - Justine Ward, Amerikaans muziekpedagoge (overleden 1975)
- 8 - Dr. Bob (= Robert Holbrook Smith), Amerikaans activist; medestichter van de Anonieme Alcoholisten (AA) (overleden 1935)
- 8 - Emiliano Zapata, Mexicaans revolutionair (overleden 1919)
- 9 - John Willcock, 15e premier van West-Australië (overleden 1956)
- 11 - Frieda von Richthofen, Duits/Amerikaans schrijfster en vertaalster (overleden 1956)
- 23 - Antoinette van Dijk, Nederlands zangeres en presentatrice (overleden 1975)
- 23 - Alfrēds Kalniņš, Lets componist (overleden 1951)
- 31 - Alma Mahler-Werfel, Oostenrijks-Amerikaans componiste en schilderes (overleden 1964)

### september
- 5 - Frank Jewett, Amerikaans natuurkundige (overleden 1949)
- 5 - Jacoba Surie, Nederlands kunstschilderes (overleden 1970)
- 6 - Johan Nygaardsvold, Noors politicus (overleden 1952)
- 6 - Joseph Wirth, Duits rijkskanselier (overleden 1956)
- 20 - Victor Sjöström, Zweeds acteur en regisseur (overleden 1960)
- 21 - Axel Nordlander, Zweeds ruiter (overleden 1962)
- 24 - Alfred Blunt, Anglicaans geestelijke (overleden 1957)
- 25 - Hermann Barrelet, Frans roeier (overleden 1964)

### oktober
- 2 - Léon Georget, Frans wielrenner (overleden 1949)
- 8 - Ernest Douwes Dekker, Nederlands/Indisch publicist en politicus (overleden 1950)
- 9 - Max von Laue, Duits natuurkundige (overleden 1960)
- 14 - Theodoor Alexander Boeree, Nederlands beroepsofficier en krijgsgeschiedkundige (overleden 1968)
- 14 - Miles Franklin, Australisch schrijfster en oprichter van de Miles Franklin Award (overleden 1954)
- 24 - August Erker, Amerikaans roeier (overleden 1951)
- 28 - W.G. van de Hulst sr., Nederlands schrijver (overleden 1963)

### november
- 7 - Leon Trotski, Russisch revolutionair en politicus (overleden 1940)
- 8 - Ernest De Vriendt, Belgisch volksfiguur (overleden 1955)
- 10 - Marius Cornelis van Houten, Nederlands militair en museumdirecteur (overleden 1953)
- 12 - Jacques van Mourik, Nederlands kunstschilder (overleden 1971)
- 16 - Alfred Emile Rambaldo, Nederlands meteoroloog en luchtvaartpionier (overleden 1911)
- 19 - Arthur Stockhoff, Amerikaans roeier (overleden 1934)

### december
- 8 - Willem Wakker, Nederlands atleet (overleden 1959)
- 10 - Ernest Shepard, Engels tekenaar en boekillustrator (overleden 1976)
- 12 - Friedrich Christiansen, Duits generaal en Wehrmachtsbefehlshaber in den Niederlanden tijdens de Tweede Wereldoorlog (overleden 1972)
- 10 - Bernard Molkenboer O.P., Nederlands dominicaan en letterkundige (overleden 1948)
- 10 - Ernest Shepard, Engels boekillustrator (overleden 1976)
- 18 - Paul Klee, Duits/Zwitsers kunstschilder (overleden 1940)
- 21 - Théodore Limperg, Nederlands econoom (overleden 1961)
- 24 - Alexandrine Augusta van Mecklenburg-Schwerin, Koningin-gemalin van Denemarken (overleden 1952)

### datum onbekend
- Jörgen Nilsen Schaumann, Zweeds dermatoloog (overleden 1953)
- Sotirios Versis, Grieks atleet (overleden 1918)

## Overleden
januari
- 24 - Heinrich Geißler (64), Duits natuurkundige en uitvinder van de geisslerbuis

februari
- 15 - Willem Josephus van Zeggelen (67), Nederlands dichter

april
- 2 - Alphonse della Faille de Leverghem (69), Vlaams politicus
- 4 - Elizabeth Patterson (94), eerste vrouw van Jérôme Bonaparte en schoonzus van keizer Napoleon I
- 16 - Bernadette Soubirous (35), Frans heilige
- 23 - Elisabetta Fiorini Mazzanti (79), Italiaanse plantkundige
- 26 - Édouard-Léon Scott de Martinville (62), Frans uitvinder van de fonograaf

mei
- 4 - William Froude (68), Engels ingenieur
- 14 - Henry Sewell (71), Nieuw-Zeelands politicus

juni
- 1 - Napoleon Eugène Lodewijk Bonaparte (23), Frans keizerlijke prins
- 11 - Kroonprins Willem (38) van Nederland
- 25 - William Fothergill Cooke (73), Brits elektrotechnicus en uitvinder
- 29 - Albertus Jacobus Clemens Janssens (72), Nederlands politiefunctionaris

juli
- 11 - Jacques-Antoine Moerenhout (83), Belgisch ontdekkingsreiziger, koopman en diplomaat
- 19 - Louis Favre (53), Zwitsers ingenieur, projectleider bij de bouw van de Gotthardtunnel
- 28 - Willem van Mecklenburg (52), Duits militair

september
- 17 - Eugène Viollet-le-Duc (65), Frans architect

oktober
- 29 - John Blackwood (60). Schots uitgever

november
- 3 - Joseph Poelaert (62), Belgisch architect
- 5 - James Maxwell (48), Schots wis- en natuurkundige

## Weerextremen in België
- februari: maand met de op een na laagste luchtdruk ooit: 1001,8 hPa (normaal 1016,8 hPa). Dit wordt enkel overtroffen door maart 1909.
- 11 april: laagste etmaalgemiddelde temperatuur ooit op deze dag: 0,1 °C.
- 12 april: laagste etmaalgemiddelde temperatuur ooit op deze dag: −0,4 °C.
- 13 april: laagste minimumtemperatuur ooit op deze dag: −2 °C.
- 7 mei: laagste etmaalgemiddelde temperatuur ooit op deze dag: 3,8 °C.
- 9 mei: laagste etmaalgemiddelde temperatuur ooit op deze dag: 4,7 °C.
- 10 mei: laagste etmaalgemiddelde temperatuur ooit op deze dag: 3,9 °C.
- 11 mei: laagste etmaalgemiddelde temperatuur ooit op deze dag: 5 °C en laagste minimumtemperatuur -7 °C.
- 10 juli: laagste etmaalgemiddelde temperatuur ooit op deze dag: 10,9 °C.
- 26 november: laagste etmaalgemiddelde temperatuur ooit op deze dag: −5,1 °C en laagste minimumtemperatuur: −8 °C.
- 2 december: laagste etmaalgemiddelde temperatuur ooit op deze dag: −7,9 °C en laagste minimumtemperatuur: −10,9 °C.
- 3 december: laagste etmaalgemiddelde temperatuur ooit op deze dag: −9,4 °C en laagste minimumtemperatuur: −12,9 °C.
- 4 december: laagste etmaalgemiddelde temperatuur ooit op deze dag: −8,5 °C en laagste minimumtemperatuur: −10 °C.
- 7 december: laagste etmaalgemiddelde temperatuur ooit op deze dag: −10 °C.
- 9 december: laagste etmaalgemiddelde temperatuur ooit op deze dag: −12,6 °C en laagste minimumtemperatuur: −17,3 °C. Dit is de laagste minimumtemperatuur ooit in de maand december.
- 10 december: laagste etmaalgemiddelde temperatuur ooit op deze dag: −8,4 °C en laagste minimumtemperatuur: −11,8 °C.
- 17 december: laagste etmaalgemiddelde temperatuur ooit op deze dag: −9,7 °C en laagste minimumtemperatuur: −14,8 °C.
- 27 december: laagste etmaalgemiddelde temperatuur ooit op deze dag: −8 °C.
- december: december met laagste gemiddelde dampdruk: 3,7 hPa (normaal 7 hPa) en laagste gemiddelde temperatuur: −5,6 °C (normaal 3,3 °C).
- Gemiddelde jaartemperatuur: koudste jaar ooit sinds 1833 met 7,0 °C (normaal 9,7 °C).

Bron: KMI Gegevens Ukkel 1901-2003  met aanvullingen 